# Harro Maass
Harro Maass (* 1939 auf der Nordseeinsel Wangerooge) ist ein deutscher Illustrator und Maler.

## Leben
Maass wuchs auf Wangerooge auf und studierte an der Fachhochschule Niederrhein in Krefeld das Fach Grafikdesign. Anschließend arbeitete er bis 1974 bei verschiedenen Werbeagenturen in Düsseldorf als Layouter und Art Director. Ab diesem Datum arbeitete er selbständig als Naturillustrator und Portraitmaler.
Maass lebt und arbeitet seit 1978 in Ratingen im Rheinland. Auf seinen Reisen innerhalb Europas, in Afrika sowie Nord- und Südamerika findet er die Motive für seine Darstellungen der zu schützenden Naturregionen dieser Erde. Auftragsarbeiten führte er für das Bundesministerium für Umwelt, Naturschutz und Reaktorsicherheit und den Global Nature Fund durch und fertigte Illustrationen für Zeitschriften wie Hörzu, GEO, Merian, National Geographic Deutschland und Der Spiegel.

## Preise und Auszeichnungen
- 2007: Silberner Uhu des Museum Heineanum, Halberstadt, Publikumspreis.
- 2011: Silberner Uhu, Jurypreis und Publikumspreis.
- 2011: Environmental Statement Award, Artists for Conservation, Vancouver, British Columbia, Kanada.

## Einzelausstellungen
- 1997: Museum Alexander Koenig, Bonn.
- 1999: Löbbecke Museum Aquazoo, Düsseldorf.
- 2001: Zoo Krefeld.
- 2001: Kulturzentrum Rosenheim, Rosenheim.
- 2006: Museum Mensch und Natur, München.
- 2008: Kleiner Kursaal, Wangerooge.
- 2009: Museum für Naturkunde Chemnitz, Chemnitz.
- 2010: Senckenberg Museum für Naturkunde Görlitz, Görlitz.
- 2012: Wattenmeer Besucherzentrum, Wilhelmshaven[1]
- 2021: Künstlerhaus Hooksiel

## Veröffentlichungen
- 1981: Illustrationen in: Was macht der Frosch im Winter? Schwann, Düsseldorf, ISBN 3-590-37138-2.
- 1981: Illustrationen in: Wo ist der Storch im Winter? Pädagogischer Verlag Schwann, Düsseldorf, ISBN 3-590-37140-4.
  - 1982: niederländisch: De trek van de ooievaar. Unieboek/Van Recmst, Bussum, Niederlande, ISBN 90-269-0592-0.
- 1983: Illustrationen in: In der Hecke. 2. Auflage. Schwann, Düsseldorf, ISBN 3-590-37134-X.
- 1983: Illustrationen in: Fledermaus und Löwenzahn. 3. Auflage. Pestalozzi-Verlag, Erlangen, ISBN 3-590-38016-0.
- 1984: mit Veronika Maass: Der Teich. Schwann, Düsseldorf, ISBN 3-590-37153-6.
- 1996: mit Carmen Rohrbach: Wo lebt der kleine Bär? Ein Bilderbuch zum Vorlesen, zum Nachlesen und zum Spielen. Ravensburger Buchverlag, Ravensburg, ISBN 3-473-33420-0.